# Brittany Brown
Brittany Brown, född 18 april 1995 i Fontana, är en amerikansk friidrottare som tävlar i kortdistanslöpning.

## Karriär
Vid VM 2019 i Doha tog Brittany Brown silver på 200 meter efter Dina Asher-Smith. Vid olympiska sommarspelen 2024 tog hon brons på samma distans.